# Melanarctia ockendeni
Melanarctia ockendeni är en fjärilsart som beskrevs av Rothschild 1909. Melanarctia ockendeni ingår i släktet Melanarctia och familjen björnspinnare. Inga underarter finns listade i Catalogue of Life.